# Luís Cardoso de Noronha

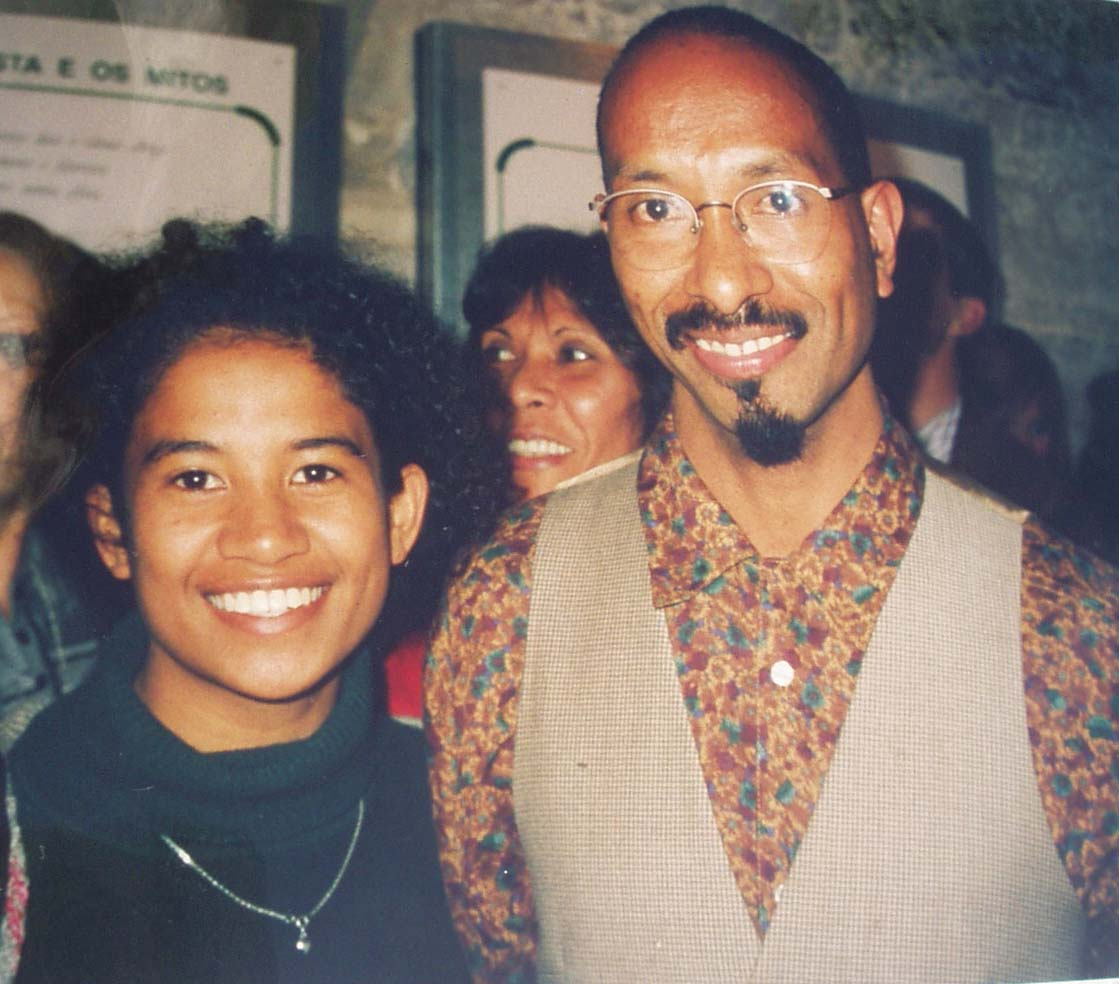
Luis Cardoso de Noronha (derecha) 1992

## Biografía
Luís Cardoso de Noronha (Kailako, Timor Oriental, 1958) es uno de los más importantes escritores timorenses.
Es hijo de un enfermero que prestó servicio en varias localidades de Timor, razón por la cual conoce y habla diversos idiomas timorenses. Luís Cardoso estudió en colegios de misioneros en Soibada y en Fuiloro. Posteriormente, fue al seminario de los jesuitas de Dare y al Liceu Dr. Francisco Machado, en Díli. Allí se encontraba cuando estalló la Revolución de los Claveles (25 de abril 1974). Posteriormente se desplazó a Lisboa, donde se licenció en Silvicutura en el Instituto Superior de Agronomía. Aunque no estuvo presente en Timor durante la guerra civil ni en la posterior invasión indonesia, siguió de cerca los acontecimientos del país y profundizó en las obras científicas y poéticas de Ruy Cinatti, lo que le ayudó a realizar un viaje de regreso al mundo físico y sobrenatural de Timor Oriental.
Desempeñó las funciones de representante del Conselho Nacional da Resistência Maubere en Portugal, entre otras actividades como las de contador de historias timorenses, cronista de la revista Fórum Estudante y profesor de tétum y portugués en los cursos de formación especial para timorenses.
Su obra, escrita en portugués, ha sido traducida al inglés, francés, italiano, holandés, alemán y sueco.

## Obras
Crónica de uma travessia – A época do ai-dik-funam (1997).
Olhos de Coruja, Olhos de Gato Bravo (2001).
A última morte do Coronel Santiago (2003).
Requiem para o navegador solitário (2007).
O ano em que Pigafetta completou a circum-navegação (2013).
Para onde vão os gatos quando morrem? (2017).
O plantador de abóboras (2021).

## Estudios sobre Luís Cardoso
Priscila de Oliveira Ferreira, Qué Timor é este na literatura de Luís Cardoso, (Tesis de doctorado. Porto Alegre, Universidade Federal de Rio Grande do Sul, 2014).
Claudiany Pereira, “Luís Cardoso e a vivência da diáspora: nota sobre a literatura de Timor Leste” (Revista Língua&Literatura, Erechim, Universidade Regional Integrada do Alto Uruguai e das Missões, 2006).
Elizabeth Suarique Gutiérrez, “Gabriel García Márquez en diálogo con la literatura timorense y angolana” (Hojas universitarias, Bogotá, Universidad Central, nº 74, 2016).